# Chadwick A. Trujillo
Chadwick A. Trujillo   (Oak Park, 22 de novembre de 1973), també conegut com Chad Trujillo, és un astrònom estatunidenc, descobridor d'asteroides i codescobridor d'Eris, el planeta nan més massiu conegut del sistema solar.
Trujillo treballa amb programari informàtic per calcular les òrbites de nombrosos objectes transneptunians (coneguts per la seva abreviatura anglesa TNO), que és l'àrea del sistema solar en què s'ha especialitzat. A la fi d'agost de 2005, es va anunciar que Trujillo, juntament amb Michael E. Brown i David L. Rabinowitz, havien descobert Eris el 2003. Després del descobriment del seu satèl·lit Disnòmia, Eris va passar a ser el primer TNO més massiu que Plutó.

## Carrera
Trujillo va assistir a la Oak Park and River Forest High School a Oak Park (Illinois). El 1995 va rebre la seva llicenciatura en Física en l'Institut Tecnològic de Massachusetts, i va ser membre del capítol XI de Tau Epsilon Phi. L'any 2000 va rebre el grau de doctor en Astronomia a la Universitat de Hawai. Trujillo va ser més tard un becari postdoctoral a l'Institut de Tecnologia de Califòrnia (Caltech, per les seves sigles en anglès) i és astrònom en l'Observatori Gemini en Hawaii. Els seus interessos principals se centren en el cinturó de Kuiper i a les regions exteriors del sistema solar.

## Descobriments
El 2017, el Minor Planet Center l'acredita com codescobridor de 54 asteroides entre 1996 i 2013, entre els quals s'inclouen alguns objectes transneptunians del cinturó de Kuiper. El Minor Planet Center acredita els seus descobriments principalment com a C. A. Trujillo, encara que en dos casos l'acredita únicament com a C. Trujillo i en un com a C. W. Trujillo. Així mateix se li atribueix el descobriment del satèl·lit del planeta menor Eris, anomenat Disnòmia.
Ha participat d'una o una altra manera en el descobriment de tots els plutoides coneguts:
- (50000) Quaoar, codescobert amb Michael E. Brown.
- Sedna, codescobert amb Brown i David L. Rabinowitz i possiblement el primer objecte conegut del llunyà Núvol d'Oort.
- (90482) Orcus, codescobert amb Brown i Rabinowitz.
- (136199) Eris, codescobert amb Brown i Rabinowitz i l'únic TNO conegut més massiu que Plutó.[3]
- (136472) Makemake, codescobert amb Brown i Rabinowitz el 2005.[6]
- (136108) Haumea, el descobriment del qual està acreditat a l'Observatori de Sierra Nevada (Espanya) i que independentment també va ser descobert per Brown, Rabinowitz i Trujillo.[7]

## Epònim
L'asteroide (12101) Trujillo descobert pel programa LONEOS el 1998 ha estat anomenat en el seu honor.